# Antony
Antony é uma cidade e também uma comuna francesa, situada nos arredores a sul de Paris. Fica no departamento dos Altos do Sena, na região da Ilha de França.
Seus habitantes são chamados de Antoniens.

## Transportes
Antony está conectada à rede RER por meio de seis estações:
- cinco estações do RER B, que são de norte a sul: Parc de Sceaux, La Croix de Berny, Antony, Fontaine Michalon e Les Baconnets. As três primeiras estações estão na zona 3 da Carte Navigo, as outras duas na zona 4. A estação de Antony, a mais importante, foi totalmente reconstruída e voltou a funcionar em junho de 2002. Ela inclui a estação da linha B do RER, o terminal de treze linhas de ônibus e o terminal do Orlyval (Trajeto Antony - Orly custa 9,30 €). Duas garagens de bicicletas estão localizadas nas proximidades, bem como quatro locais para Autolib',[2] uma das seis estações Autolib' de Antony.[3] Em 1999, cerca de 25 000 passageiros passavam por este pólo todos os dias.[4]
- a Estação de Chemin d'Antony do RER C, na zona 4.

A Estação de Massy-Verrières, servida pelos RER B e C, fica no extremo sul da cidade.

## Toponímia
É com uma confirmação do rei Luís I o Piedoso feita aos monges de Saint-Germain-des-Prés em 829, que Antony o topônimo é mencionado pela primeira vez na forma Antoniacum. Em seguida, é atestada nas formas Anthoniaco, Anthognyaco, Antongni, Antoni et Antony desde o século XVIII, com a exceção de um curto período durante a Revolução Francesa, onde ela recebeu o nome de Antony-Révolution.
As origens conhecidas da cidade remontam ao século III. O nome "Antony" é uma formação galo-romana, que vem do antropônimo latino Antonius (> Antonio, portado por um autóctone), seguido do sufixo -acum de origem gaulesa. Homonímia com Antogny, Antoigné, Antoigny que remontam todos ao tipo toponímico Galo-Romano *ANTONIACU.

## História
Antony tem uma longa história a partir do século III na era galo-romana. A história da comuna se confunde com a do domínio real formado a partir do século X pelos reis Capetianos que deram origem à região da Ilha de França. Antony foi a principal dependência da Abadia parisiense de Saint-Germain-des-Près. Em 872, o rei Carlos o Calvo confirma a propriedade de Antoniacum à Abadia. Consequentemente, o cartulário desta abadia, os Arquivos Nacionais, e os planos e terrenos desde o século XVI são fontes de informação excepcionalmente ricas.

### Pré-História e época romana
Em tempos pré-históricos, os homens se estabeleceram nas bordas do planalto com vista para o vale. Restos de seus assentamentos ainda são visíveis no bosque de Verrières. A escolha do sítio foi desde a origem, condicionado pela água e pelas vias de circulação. A vila que deu em seguida origem a Antony estabeleceu-se em um lugar propício para a ocupação humana: um sítio de colina com muitas vantagens: fácil de proteger pois é no alto, feita de solo mais rico do que o do planalto, em um zona não-inundável pois é ao longo do pântano, mas ao nível das fontes que afluem nas margas verdes. As muitas fontes da rue de l’Église e da avenue du Bois-de-Verrières, assim como os nomes de lugares (fontes, calhas...) atestam a existência deste lençol freático.
Em 1852, quando mudou-se o cemitério que estava em frente da igreja, foi descoberto sarcófagos que originalmente era suposto francos ou merovíngios. Em janeiro de 2010, durante um levantamento geotécnico na parede ao norte da igreja foi descoberto um esqueleto com uma tenda cefálica.

### Antony do século X ao século XV

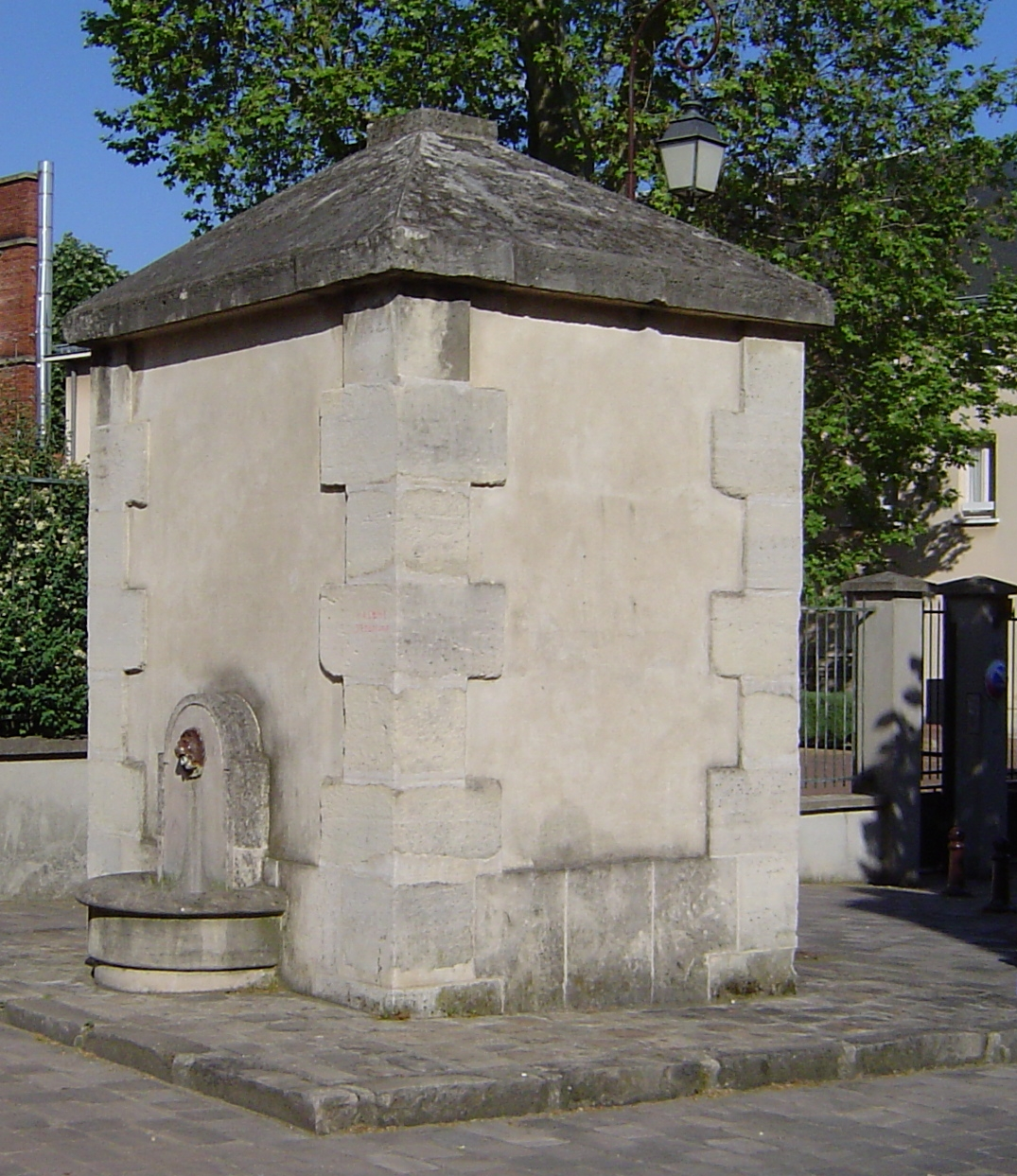
Poço da Idade Média no centro da cidade, reconstruído em 1707 e transformado em uma fonte em 1835

Do século X ao século XV, o senhorio de Antony é uma das principais dependências da Abadia de Saint Germain-des-Prés. A localização de Antony, o vau chamado de "Pont-aux-Ânes" pela estrada romano e medieval, seu sítio na colina também fez de Antony um local de passagem depois de Montlhéry, praça forte que monitora o acesso ao sul de Paris. Antony também tem uma pequena praça forte, a "Tour d'argent", que, implantada na parte alta da vila, a uma posição de vau e eventualmente uma função defensiva.
Em 1042, o rei da França Henrique I, concede ao abade de Saint-Germain des Prés "um altar dedicado em honra de são Saturnino e localizado no território de Paris, na jurisdição chamada Paris".

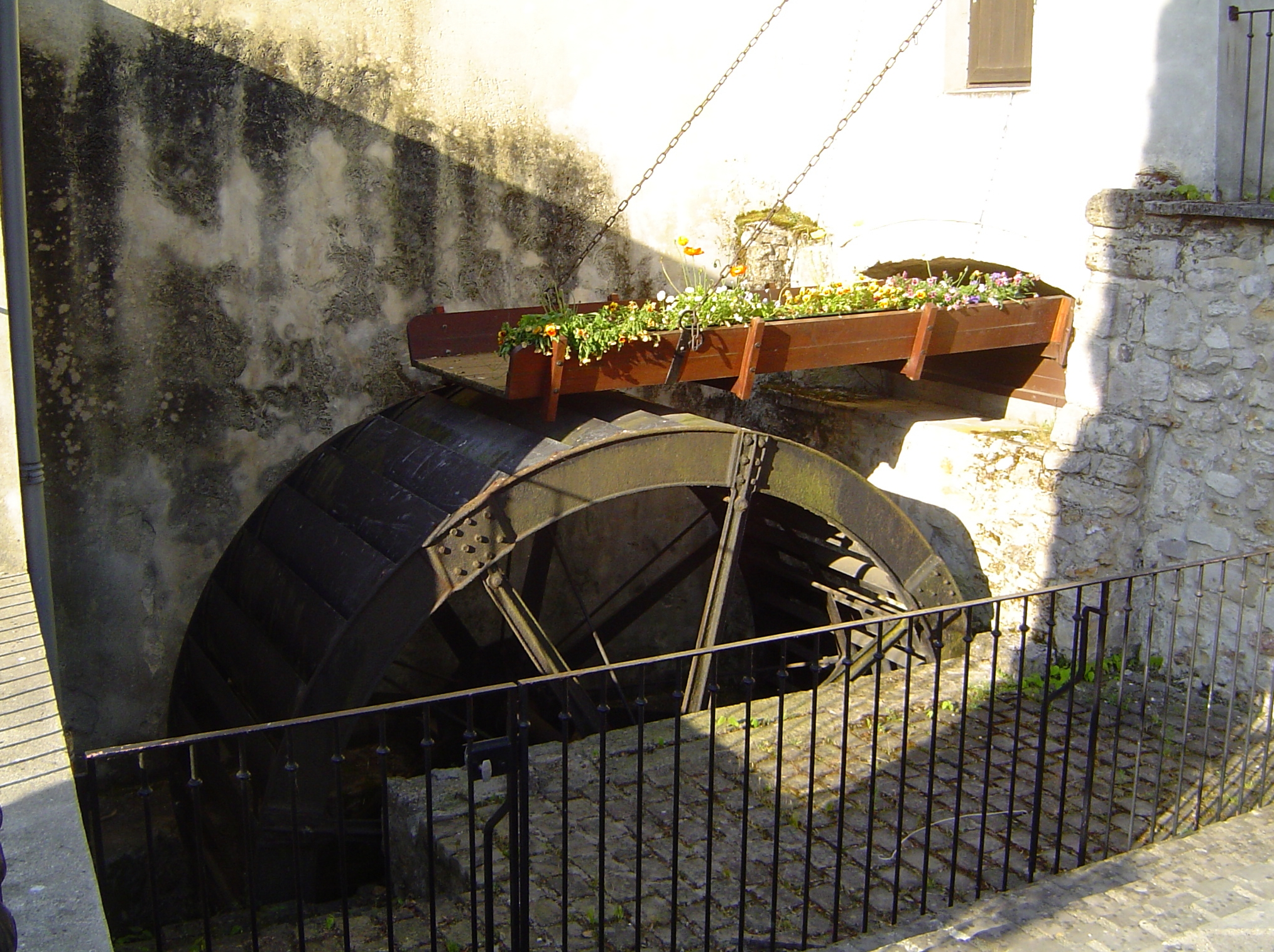
A roda de moinho assegurou por 10 séculos aos Antoniens a produção da farinha

Em 1177, reconhecendo a importância da vila, a capela de Antony tornou-se a igreja paroquial. As pessoas eram todos servos da abadia. Os habitantes das cidades em seguida começaram a obter cartas-patentes da comuna e dessas campanhas começaram o grande movimento de emancipação que levou à libertação dos servos.
A data decisiva é 1248: Thomas de Mauléon, abade de Saint-Germain-des-Prés, libertou seus servos de Antony e de Verrières. No entanto, muitas cargas ainda pesavam sobre esses agricultores: eles tinham que pagar uma renda anual, o dízimo sobre os moinhos, fornos e prensas, e também fornecer tarefas, como a limpeza do Bièvre a cada três anos.
Os reis da França tinham o direito de se abrigar em Antony. Sob São Luís, houve julgamentos contra pessoas que se recusaram a se submeter a essa lei. Eles foram condenados.
Durante os séculos XIV e XV, viu os distúrbios Antony Guerra dos Cem Anos e a guerra civil entre Armagnacs e Bourguignons: pestes, fome e devastação. No final deste longo período, a abadia foi subtraída da dívida e a região foi esvaziada de seus habitantes.
Em 1346, o rei Filipe de Valois foi, para a festa da Assunção, acampar em Antony, acreditando que o rei da Inglaterra passou por lá para ir para Flandres. Este príncipe aí esperou em vão dois dias, o rei da Inglaterra esteve, de saída por Poissy, conduzido a Beauvais.

### A abertura (séculos XVI a XVIII)

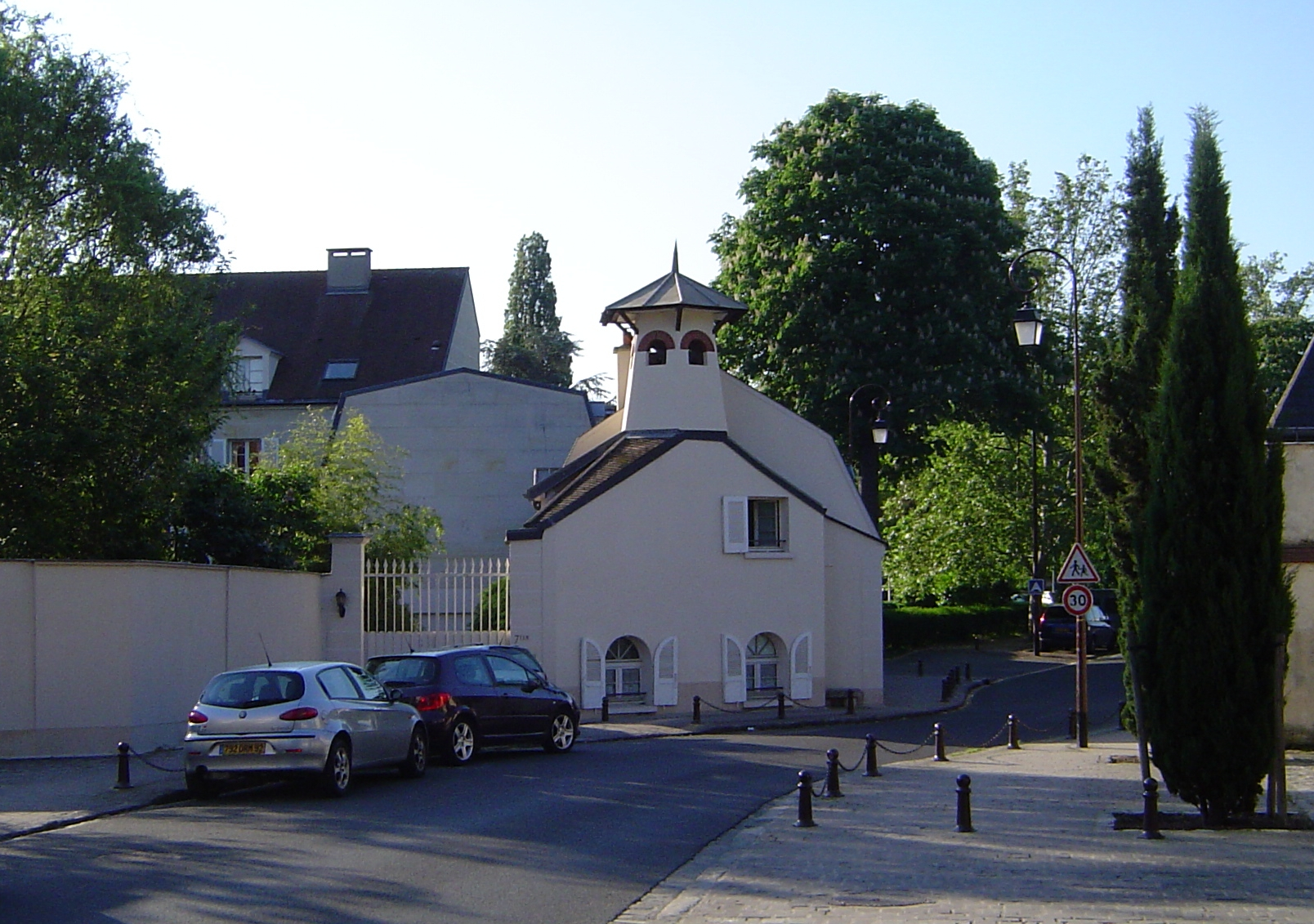
O pombal do Château d'Antony (1648)

A estrada de Paris a Orleans é pavimentada sob Francisco I, atravessa o Bièvre na “Pont d'Antony” de onde um caminho leva ao centro da vila perto da igreja de Saint-Saturnin. O desenvolvimento deste eixo viário traz o desenvolvimento da cidade.
Em 1545, Francisco I na oração de cardeal de Tournon, abade comandatário da St-Germain, concedeu cartas patentes para o estabelecimento de feiras em Antony, na quinta-feira após o Dia de Pentecostes e no Dia de Santa Catarina, além disso, uma feira todas as quintas-feiras.
1702 viu a fundação da fábrica de ceras.
No final do século XVII e no início do século XVIII, Antony se tornou uma cidade turística perto de Paris: La Fontaine e Charles Perrault ocuparam seus alojamentos de verão aí. É também o período durante o qual muitas mansões foram construídas por notáveis parisienses que vieram procurar em Antony o campo às portas de Paris. A maioria das mansões ainda existia no meio do século XX: o antigo castelo, a propriedade do ator François Molé, a folie da família de Castries dentro do Parc Heller hoje demolido, mas do qual permanece um anexo, a Maison de la Belle Levantine (hoje Maison Saint-Jean), a propriedade das Dames de Saint-Raphaël, a propriedade de Ballainvilliers comprada em 1860 pelo cirurgião Alfred Velpeau.

### O desenvolvimento no século XIX

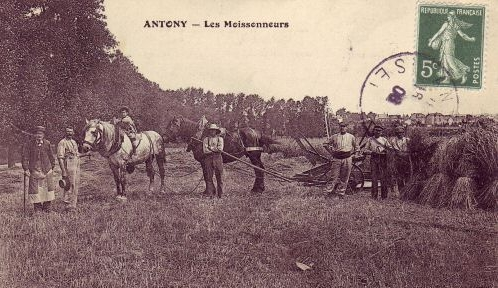
Colheita em Antony em 1908

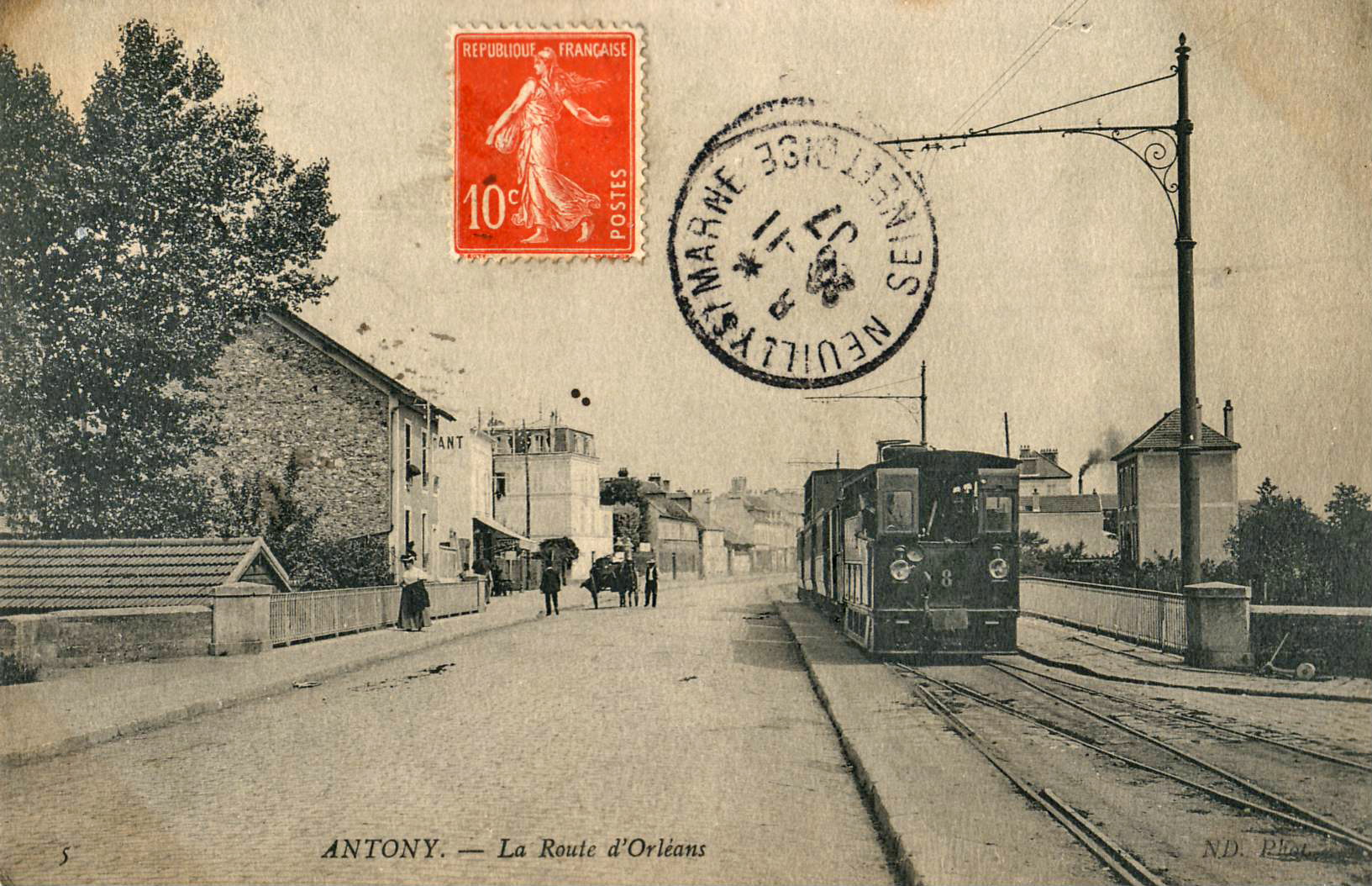
O Arpajonnais na RN 20 no início do século XX. A catenária para tração elétrica já estava instalada, mas o trem era rebocado por uma locomotiva a vapor de duas cabines.

Antony permaneceu essencialmente agrícola até o início do século XX. Le Petit Journal escreveu em 1922: "A bonita cidade de Antony é uma daquelas, nos subúrbios de Paris, onde a agricultura continua a ser a mais florescente". A cidade é conhecida por sua estalagem para cavalos que acolhe os viajantes na encruzilhada chamada "Croix de Berny" ("Cruz de Berny") porque se encontra no cruzamento da estrada real, traçada no século XVIII, que vai de Versalhes a Choisy-le-Roi, e na estrada que liga Paris a Orléans, interseção em canto noroeste do parque do Château de Berny.